# 鮑爾恩湖 (奧得-施普雷縣)
52°27′10″N 13°45′35″E / 52.45278°N 13.75972°E

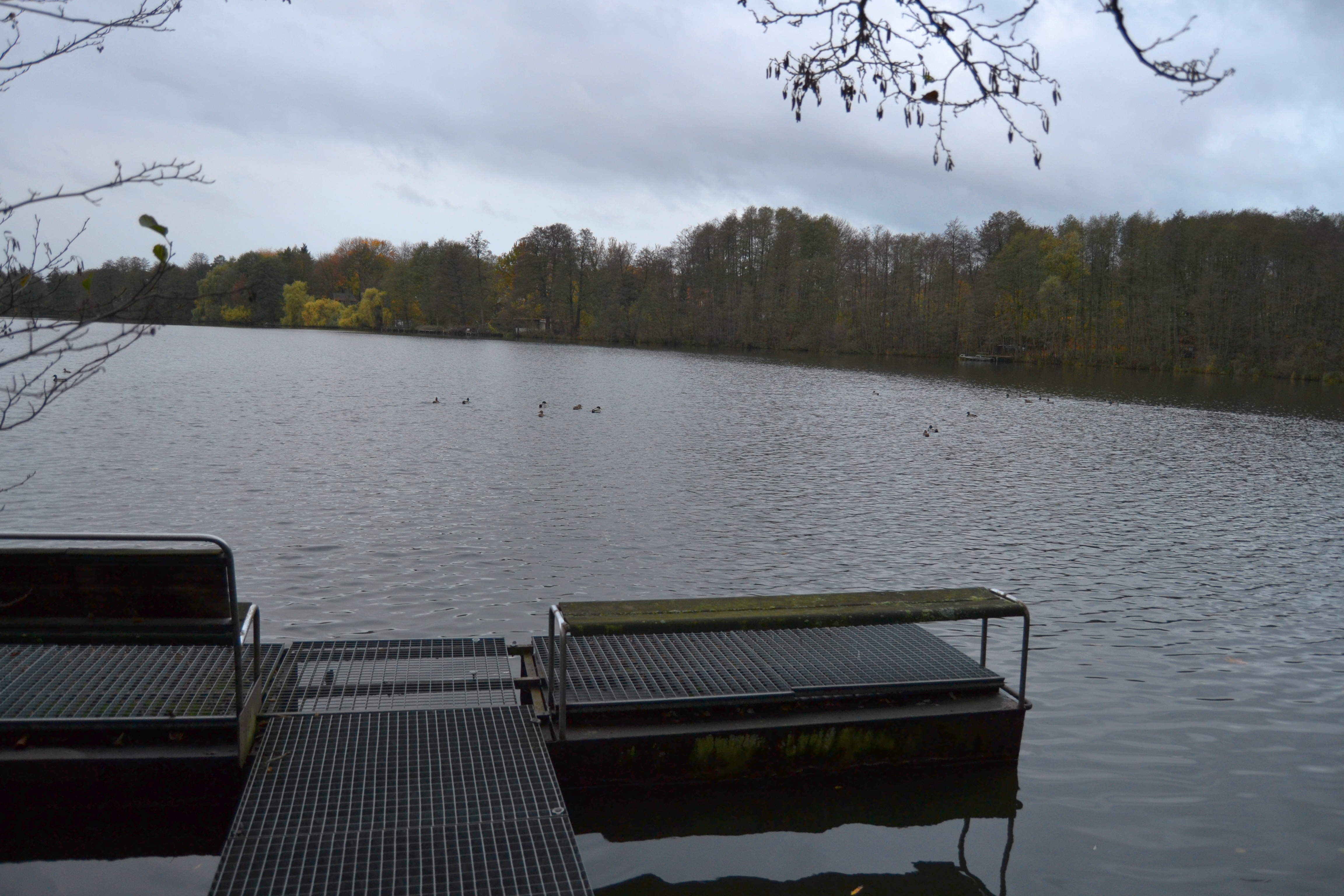

鮑爾恩湖（德語：Bauersee），是德國的湖泊，位於該國東北部，由勃蘭登堡州負責管轄，處於奧得-施普雷縣，長0.5公里、寬0.3公里，面積0.24平方公里，最大水深4米。